# دو روی سکه (مجموعه تلویزیونی)
دو روی سکه (لهستانی: Dwie strony medalu) یک مجموعهٔ تلویزیونی درام لهستانی است که در سال ۲۰۰۷ منتشر شد.

## گزیدهٔ بازیگران
- یاتسک کرول
- الکساندرا یوستا
- سواوومیر اوژخوفسکی
- مونیکا یاروسینسکا
- دانیل اولبریخسکی
- توماش کارولاک
- اِوا وِنتسل
- کارولینا نولبژاک
- گابریلا کوفناتسکا
- مارتا ژمودا تژبیاتوفسکا
- اُلگا ساژینسکا
- ماگدالنا گناتوفسکا
- یان الکساندروویچ-کراسکو
- میروسواف هانیشفسکی
- رافائو شیشیتسکی
- بوگوسواوا پاولتس
- پیوتر نواک
- روموآلد کوئوس
- پیوتر ماخالیتسا
- یان پنچک
- ماچئی کویافسکی
- یاتسک دوماینسکی
- وویچیخ کالاروس
- لئون خارِویچ
- گژگوش کووالچیک
- سواوومیر سولِـی
- پیوتر شِـیکا
- آرتور یانوشاک
- وویچیخ چروینسکی
- آندژی پیشچاتوفسکی
- ماچئی میکووایچیک
- ووادیسواف گِژیوْنا